# El cleptómano
El cleptómano (1822-1823) es una pintura romántica de Théodore Géricault. Se trata de un óleo sobre lienzo que mide 61 centímetros de alto por 51 cm de ancho. Actualmente se conserva en el Museo de Bellas Artes de Gante, Bélgica. También se conoce este cuadro como El loco asesino.
Pertenece a la serie de diez retratos de alienados internados en el manicomio parisino de Salpêtrière, que realizó Géricault al final de su carrera. Se trataría de modelos clínicos representativos cada uno de una enfermedad, y lo realizó a instancias del prestigioso psiquiatra Étienne-Jean Georget, uno de los fundadores de la psiquiatría social. Georget consideraba que la demencia era una enfermedad moderna, que dependía en gran parte del progreso social en los países industrializados. Consideraba que los locos eran enfermos mentales que precisaban ayuda. En lugar de llevar a los sujetos a clase para que los estudiantes puedan examinar sus características físicas, el profesor encargó a Géricault que pintase estos modelos representativos de distintos tipos de locura. El Dr. Georget apreciaba mucho la objetividad en esta serie de obras que establecía una unión entre el arte romántico y la ciencia empírica.
Géricault procura obtener en sus retratos un realismo científico. Se trata de un trabajo rápido, que prefigura las preocupaciones de los impresionistas. Se está no obstante lejos del impresionismo. Se trata más bien de realismo científico.
Al tiempo, consigue conferir dignidad a quienes, por locos, se los tenía excluidos de la sociedad, a diferencia de representaciones anteriores que, en consonancia con las creencias medievales, representaban a los locos como criaturas poseídas o como grotescos bufones.
Intentó representar la fisonomía del enfermo con objetividad. La mirada vacía del cleptómano se dirige al infinito, está dentro de un mundo propio. El rostro está rígido, los cabellos revueltos y sin peinar, lleva una barba descuidada y el cuello sucio.